# Dub v zámeckém parku (Nová Horka)
Dub v zámeckém parku se nachází v parku zámku Nová Horka v Nové Horce, místní části města Studénka v okrese Nový Jičín v Moravskoslezském kraji na Moravě.

## Další informace
Dub letní (Quercus robur) v zámeckém parku je považován za nejmohutnější památný dub v Moravskoslezském kraji. Obvod kmene ve výčetní výšce je 6,6 m, výška dubu je 33 m a jeho stáří je odhadováno na 300 let. Kmen je postižen hnilobou a menší dutiny jsou zadělány šindelovými kryty, koruna stromu byla ošetřena ořezáním suchých větví. Strom byl vyhlášen památným podle zákona 114/1992 Sb. dne 7. dubna 1994. Ochranné pásmo stromu je kruh o poloměru 10 m se středem v ose kmene.

## Galerie

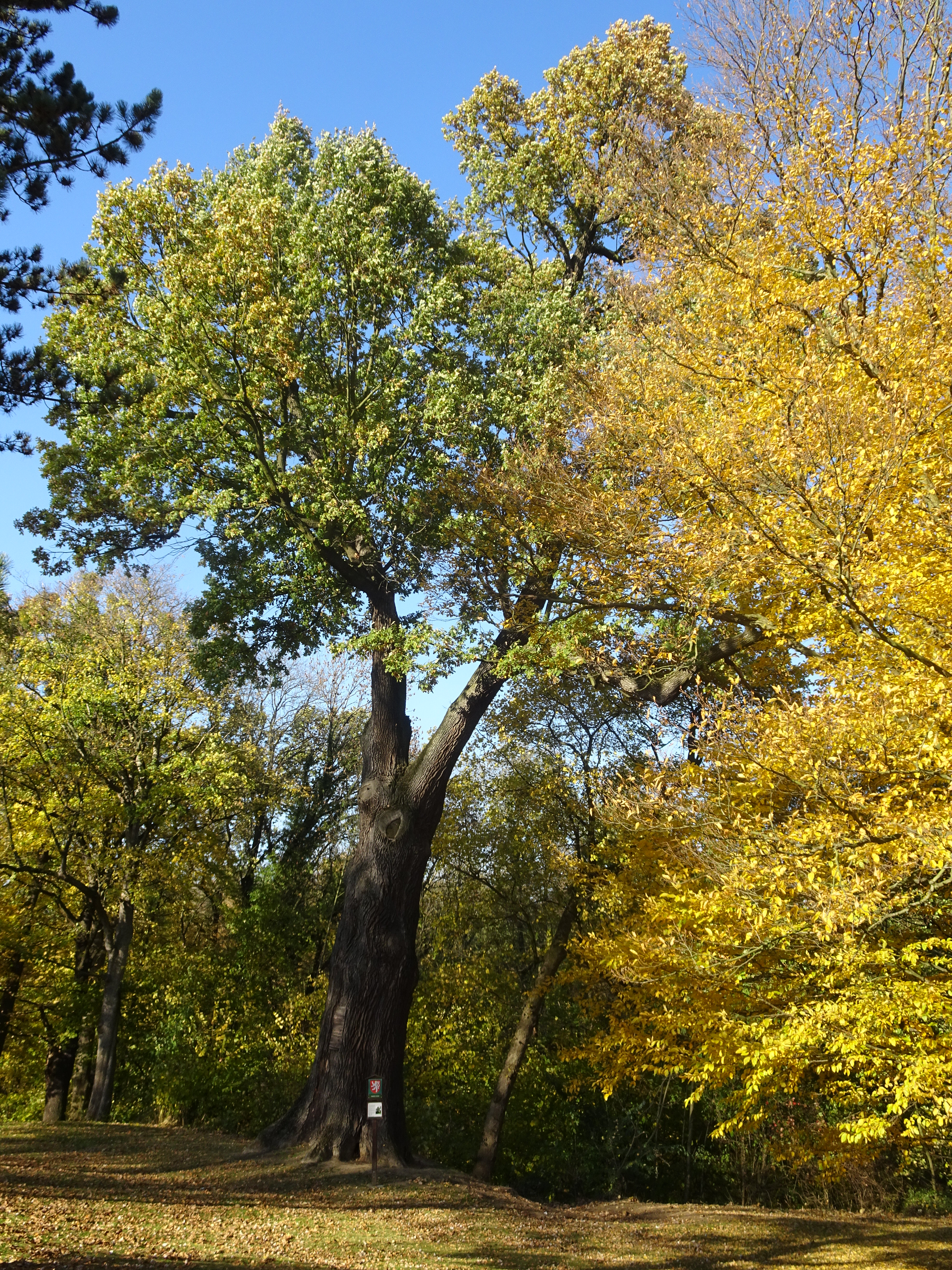
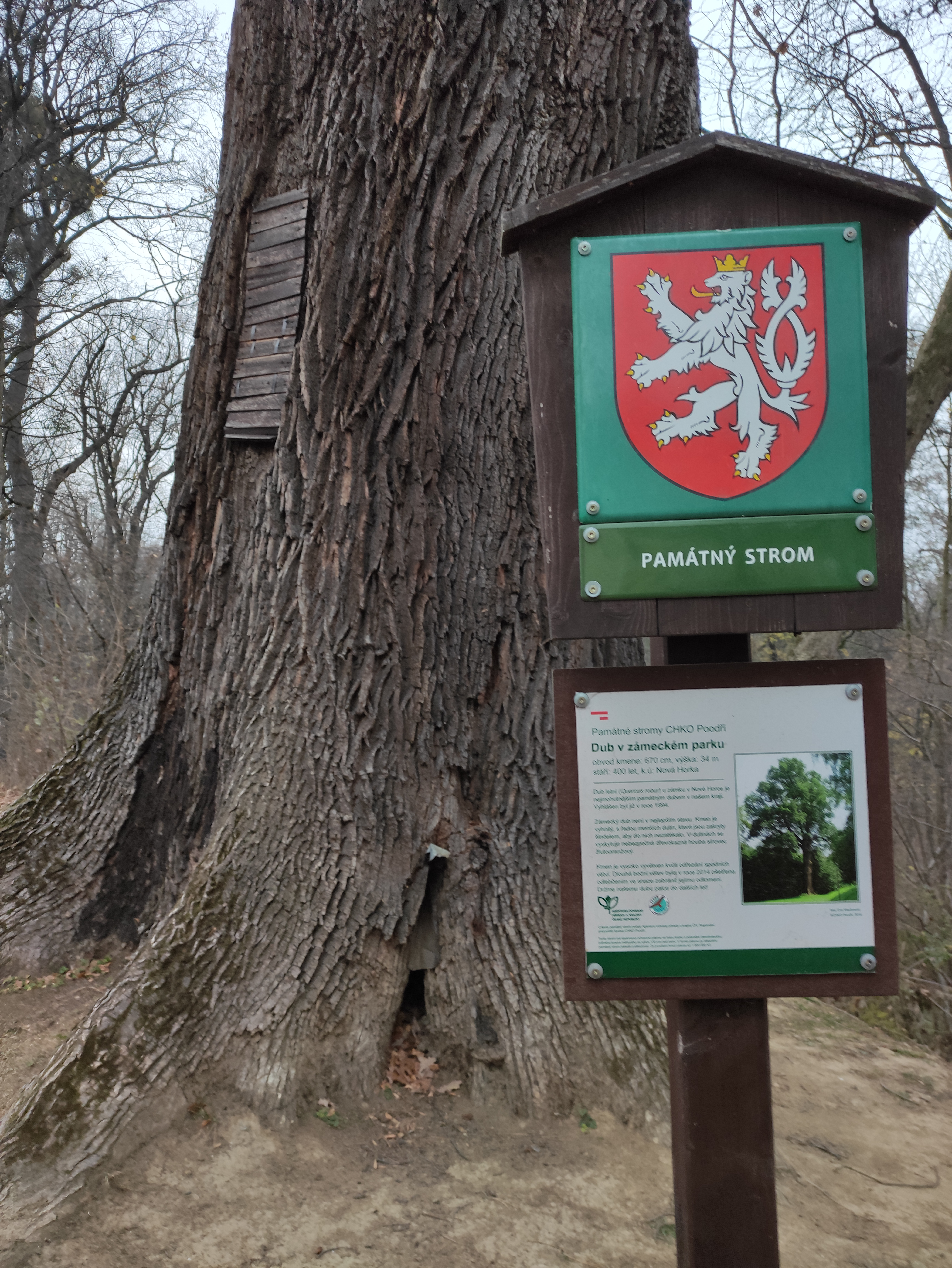